# 利特爾頓角
82°21′S 164°39′E / 82.350°S 164.650°E
利特爾頓角是南極洲的海岬，位於羅斯冰架西部，該海岬由英國探險隊發現，以新西蘭的港口小鎮利特爾頓命名，現時由南極條約體系管理。